# Новомусино (Кабаковська сільська рада)
Новому́сино (рос. Новомусино, башк. Яңы Муса) — присілок у складі Кармаскалинського району Башкортостану, Росія. Входить до складу Кабаковської сільської ради.
Населення — 4 особи (2010; 6 в 2002).
Національний склад:
- татари — 67 %
- росіяни — 33 %